# Беттенгаузен (Берн)
Беттенгаузен (нім. Bettenhausen BE) — громада  в Швейцарії в кантоні Берн, адміністративний округ Верхнє Ааргау.

## Географія
Громада розташована на відстані близько 33 км на північний схід від Берна.
Беттенгаузен має площу 3,9 км², з яких на 9,8% дозволяється будівництво (житлове та будівництво доріг), 66,4% використовуються в сільськогосподарських цілях, 23% зайнято лісами, 0,8% не є продуктивними (річки, льодовики або гори).

## Демографія
2019 року в громаді мешкало 644 особи (-5,8% порівняно з 2010 роком), іноземців було 4,2%. Густота населення становила 163 осіб/км².
За віковим діапазоном населення розподілялося таким чином: 17,1% — особи молодші 20 років, 58,2% — особи у віці 20—64 років, 24,7% — особи у віці 65 років та старші. Було 296 помешкань (у середньому 2,1 особи в помешканні).
Із загальної кількості 116 працюючих 38 було зайнятих в первинному секторі, 36 — в обробній промисловості, 42 — в галузі послуг.